# Auto 5000
Auto 5000 GmbH是德國一家汽車製造公司，成立於沃爾夫斯堡的大眾汽車公司複合園區內。
該公司被以較低成本模式設立，目的是在生產線轉向其他地區時保持德國境內的製造業工作機會。主要的成本降低是來自每週工資降低和更具彈性的工作時間。 

## 命名緣由
初始月薪為5000德國馬克，初始僱員人數為5000人（沃爾夫斯堡3500人，漢諾威1500人），公司名稱即因此而來。

## 產品
該公司製造了Touran（2002年12月至2008年）和Tiguan（2007年至2008年）。

## 計畫結束
2008年，大眾宣布即將結束該計畫，從2009年1月1日起，剩餘的工作人員轉移到標準大眾汽車合同。